# Mitilanotherium inexpectatum
Il mitilanoterio (Mitilanotherium inexpectatum) è un mammifero artiodattilo estinto, appartenente ai giraffidi. Visse tra il Pliocene superiore e il Pleistocene inferiore (circa 2,5 - 1,5 milioni di anni fa) e i suoi resti fossili sono stati ritrovati in Europa e in Asia.

## Descrizione
Questo animale doveva essere molto simile a un odierno okapi, sia per aspetto che per dimensioni. I resti fossili sono incompleti, ma permettono di ricostruire un animale dal cranio lungo e dalla volta cranica appiattita, con due corna prive di rivestimento corneo (ossiconi) lunghe, situate sopra le orbite e inclinate in avanti a ripiegate bruscamente verso l'indietro. Le zampe erano lunghe e piuttosto slanciate; si suppone che l'intero animale fosse di taglia simile a un okapi, ovvero alto circa quanto un cavallo. 

## Classificazione
I fossili di Mitilanotherium, benché incompleti, indicano che questo animale era un membro dei paleotragini, un gruppo di giraffidi dal collo corto e dalle forme relativamente slanciate, il cui unico rappresentante vivente è l'okapi. Si suppone che Mitilanotherium fosse più evoluto rispetto ai più primitivi membri della sottofamiglia, come Palaeotragus (solitamente più piccolo). È possibile che Mitilanotherium fosse strettamente imparentato con il grande Samotherium e con Csakvarotherium, considerato un possibile antenato dell'okapi. Resti fossili di Mitilanotherium sono stati ritrovati per la prima volta in Romania (Valea Graunceanului), e successivamente in Grecia (Volax, Sesklo, Vatera) e in Spagna (Fonelas). Altri fossili precedentemente ascritti ad altri generi sono stati ritrovati ancora in Grecia (Macedonitherium) e in Tagikistan (Sogdianotherium), ma è probabile che appartenessero a Mitilanotherium inexpectatum. Questo animale è l'ultimo giraffide noto proveniente dall'Europa, vissuto fino all'inizio del Pleistocene (circa 1,5 milioni di anni fa).